# Quadrireactor

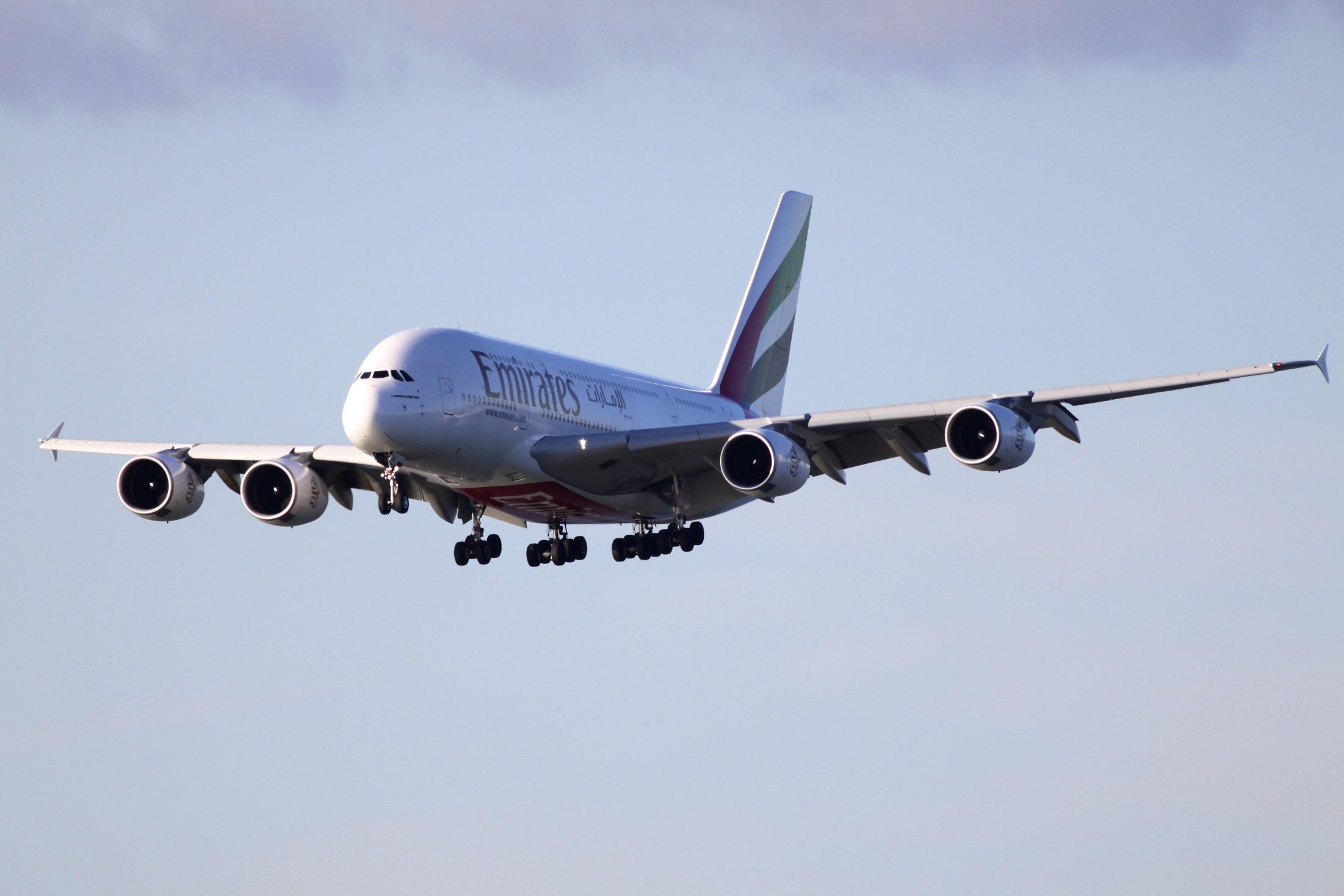
Quadrireactor Airbus A380

Un quadrireactor o tetrareactor és un avió de reacció equipat amb quatre motors. L'ús de quatre motors ofereix un major empenyiment i millor fiabilitat, fet que ha permès l'ús dels quadrireactors com a avions de passatgers, avions de càrrega i avions militars. Molts dels primers avions de passatgers amb motors de reacció dissenyats com a tal des de bon principi eren quadrireactors, incloent-hi el De Havilland Comet, el primer avió de passatgers amb motors de reacció.